# 趙民懷
趙民懷（？—17世紀），字應選，明朝、南明軍事人物。

## 生平
趙民懷在崇禎六年（1633年）任職守備期間擊退入侵的盜寇，兩年後（1635年）改任都司，能持重弱兵，升任平陽參將；又因戰功晉太子太保、左都督神樞營總兵。弘光年間他在蕪湖戰敗，帶領三千人經徽州到建昌；益王朱慈𤆃起兵，任命趙民懷為副元帥，跟隨保寧王朱紹𬉺在畍山北作戰，多次勝利，不過很快就和副總兵李天祐投降清朝，後事不詳。

## 引用
1. 1 2  錢海岳《南明史·卷三十九·列傳第十五》：（趙）民懷，字應選，不知何許人。崇禎六年，以守備攻臨縣寇克之。八年，遷都司，兵弱能持重，擢平陽參將。轉戰有功，累晉太子太保、左都督神樞營總兵。
2. ↑  錢海岳《南明史·卷三十九·列傳第十五》：蕪湖敗，以三千人繇徽州之建昌。益王慈𤆃起兵，命為副元帥，從保寧王紹𬉺戰畍山北，迭捷。尋與副總兵李天祐降清。